# Тихомир Тодоров
Тихомир Георгиев Тодоров е български футболист, който играе за Литекс (Ловеч) като полузащитник. Роден е на 29 януари 1987 г. Висок e 176 см. Юноша на Спартак (Плевен).

## Кариера

### Спартак Плевен
Като юноша на Спартак, техничният халф е сочен за един от най-перспективните в „синьо-бяло“ и влиза в мъжкия състав още на 15 години, а оттам попада и в националния отбор за юноши. Той бързо се превръща в основна единица в центъра на терена, но след финансовият колапс на клуба преминава в Балкан (Ботевград), а след това и в Чавдар (Бяла Слатина).

### Завръщане в „Спартак“
Тодоров се завръща в родния Спартак на 25 януари 2012 г. и помага на клуба да спечели промоция за Б група. Следващия сезон започва повече от успешно и Спартак е сред лидерите в Б група на полусезона и близо до постигане на целта – завръщане в А група, но след проблемите през зимната подготовка доиграва сезона и завършва на 6-о място. След преструктурирането на клуба и започването от В група, той остава верен на клуба в тежкия момент и не го напуска. През следващия сезон клубът се стабилизира, а по-следващия разгромява всички противници и се завръща с гръм и трясък в професионалния футбол. С лоялността си към емблемата и сърцатата игра през годините се е превърнал в любимец на феновете.

## Статистика по сезони
| Сезон    | Отбор        | Първенство | Мачове | Голове |
| -------- | ------------ | ---------- | ------ | ------ |
| 2002/03  | Спартак (Пл) | Втора лига | ?      | ?      |
| 2003/04  | Спартак (Пл) | Втора лига | ?      | ?      |
| 2004/05  | Спартак (Пл) | Втора лига | ?      | ?      |
| 2005/06  | Спартак (Пл) | Втора лига | ?      | ?      |
| 2006/07  | Спартак (Пл) | Втора лига | ?      | ?      |
| 2007/08  | Спартак (Пл) | Втора лига | ?      | ?      |
| 2008/ес. | Спартак (Пл) | Втора лига | 15     | 1      |
| 2009/пр. | Балкан       | Втора лига | 8      | 0      |
| 2009/10  | Балкан       | Втора лига | 16     | 1      |
| 2010/11  | Чавдар (БС)  | Втора лига | 30     | 2      |
| 2011/ес. | Чавдар (БС)  | Втора лига | 14     | 3      |
| 2012/пр. | Спартак (Пл) | Трета лига | 15     | 3      |
| 2012/13  | Спартак (Пл) | Втора лига | 5      | 0      |
| 2013/14  | Спартак (Пл) | Трета лига | 29     | 3      |
| 2014/15  | Спартак (Пл) | Трета лига | 27     | 2      |
| 2015/16  | Спартак (Пл) | Втора лига | 29     | 1      |
| 2016/17  | Спартак (Пл) | Втора лига | 27     | 3      |